# خط النهاية (مسلسل)
خط النهاية مسلسل سوري إنتاج 2002 من النوع البوليسي وهو من تأليف : هاني السعدي وإخراج : أسعد عيد 
ويقع في 27 حلقة تتضمن عشر قصص مختلفة. وكل قصة لها موضوع مغاير، ولكن هناك قاسماً مشتركاً بينها وهي الجريمة، حيث يقدم المسلسل الجريمة وكيف حصلت ومن ثم الكشف عن المجرم بأسلوب بوليسي مشوق، ليبحث بعد ذلك في أسباب الجريمة.. وهل هي أسباب اقتصادية، أم اجتماعية أم ان منشأها نفسي؟!.

## الشخصيات
- وثثائل رمضان
- نضال نجم
- عبير شمس الدين
- زهير رمضان
- جيهان عبد العظيم
- فراس إبراهيم
- نضير لكود
- هيثم جبر
- روعة السعدي
- ربى السعدي
- نضال سيجري
- عصام عبه جي
- رضوان عقيلي
- وفاء موصللي
- صالح الحايك
- عبد الحكيم قطيفان
- مها الصالح
- نجوى صدقي
- سحر فوزي
- جرجس جبارة
- علي شاهين
- نصر مغامس
- حسين عباس
- فؤاد وكيل
- أديب قدورة
- مأمون الفرخ
- سهيل جباعي
- أيمن السالك
- علي القاسم
- شكران مرتجى
- أماني الحكيم
- فاتن شاهين
- أميرة حجو
- سليم كلاس
- خليل حداد
- أحمد رافع
- فيلدا سمور
- حسام عيد
- فاروق الجمعات
- نبيل الحلواني
- فهد النجار
- أدهم مرشد
- علي صطوف
- عزيز قولنج
- علاء نظام
- اسكندر عزيز
- بسام لطفي
- تولاي هارون
- قاسم ملحو
- بسام دكاك
- نور الدين داغستاني
- هيثم عساف
- وسيم غانم
- بشار عبد الحي
- رغداء هاشم
- أكرم الحلبي
- مهند قطيش
- مرشد ضرغام
- داوود الشامي
- معن عبد الحق
- أحمد خليفة
- هامي البكار
- جهاد الأمير
- رضوان جاموس
- بشار إسماعيل
- صفاء رقماني
- توفيق اسكندر
- رافي وهبة
- أسعد جابر
- حسين دروبي
- عبد المنعم عمايري
- ريم عبد العزيز
- هالة حسني
- حسن دكاك
- زهير عبد الكريم
- عبد الفتاح مزين
- أندريه سكاف
- أدهم الملا
- أحمد منصور
- صبحي الرفاعي
- أحمد حداد
- طارق مرعشلي
- فادي وفائي
- طارق الشيخ (فنان سوري)

## عناوين الحلقات
1. الثأر
2. قبل التقاعد
3. بين الجشع والواجب
4. زوج الست
5. الحاقد
6. طلقة الرحمة
7. الصائغ
8. الأشقياء
9. شهر العسل
10. الحب
11. الجشع القاتل